# Yannick Fonsat
Yannick Fonsat (né le 16 juin 1988 à Paris) est un athlète français spécialiste du 400 mètres. Il est licencié au CA Montreuil et est entraîné depuis 2008 par Guy Ontanon.

## Biographie
Champion de France junior en salle du 200m, il est sélectionné dans sa 1re année d'athlétisme pour un match en Italie à Ancône. Il termine également 6e sur 60 m cette même année.
Champion de France Junior du 400 m en 2006 en 47s20, il est éliminé en demi-finale des Championnats du monde juniors de Pékin. Il bat le record de France junior du 400 m en salle en début d'année 2007 et se classe quatrième de la finale du relais 4 × 400 m lors des Championnats d'Europe en salle de Birmingham. Le 21 juillet 2007, à Hengelo, Yannick Fonsat devient champion d'Europe junior avec le temps de 46 s 34.
En 2009, il gagne les Championnats de France indoor Espoir sur 400m.
Yannick Fonsat se classe troisième du 400 m et deuxième du relais 4 × 400 m lors des Jeux méditerranéens de Pescara en Italie.
Il participe cependant à l'épreuve du relais 4 × 400 m et se classe septième de la finale en 3 min 02 s 65 (avec Leslie Djhone, Teddy Venel et Yoann Décimus).
Il réalise 45 s 71 aux Championnats nationaux de Valence le 10 juillet (2e), très près de son record de 45 s 68 de 2009.
En 2011 après une rupture totale du tendon fibulaire au niveau de la cheville droite, il ne court pas pendant la saison hivernale, mais réussit néanmoins à revenir en juillet et gagner les Championnats de France Elite Senior en 46 s à Albi avec quelques entrainements après avoir repris le footing en mars seulement. Il est d'ailleurs l'un des meilleurs espoirs en France pour l'avenir sur 400 m.
Lors des championnats de France en salle 2012, il devance en finale dans un temps de 20 s 82 (meilleure performance européenne de l'année) Pierre-Alexis Pessonneaux (21 s 10). Il devient ainsi champion de France 2012 du 200 mètres en salle. Mais il termine également 3e de la Finale du 60 m dans l'excellent temps de 6 s 67 derrière Christophe Lemaitre et Emmanuel Biron ce qui est un temps exceptionnel pour un coureur spécialiste du 400m, devançant même des spécialistes du sprint Français, Teddy Tinmar (Médaillé d'argent aux championnats du Monde a Daegu en Corée du Sud sur le 4 × 100 m en compagnie de Christophe Lemaitre, Yannick Lesourd et Jimmy Vicaut) Alexis Pessoneaux compagnon d'entraînement de Christophe Lemaitre, mais également Ronald Pognon, ancien recordman de France du 100 m, 1er Français à avoir couru en dessous de 10 secondes.
En juin 2012, à Angers, il remporte le titre de champion de France 2012, sur 400 mètres (45 s 39) devant Teddy Venel. Il participe aux Championnats d'Europe 2012 d'Helsinki. Il y remporte la médaille de bronze du 400 m en 45 s 82, terminant derrière le Tchèque Pavel Maslák et le Hongrois Marcell Deák-Nagy.
En mai 2014, Yannick Fonsat remporte la médaille de bronze du relais 4 × 200 mètres lors des premiers relais mondiaux de l'IAAF, à Nassau aux Bahamas, en compagnie de Christophe Lemaitre, Ben Bassaw et Ken Romain. L'équipe de France, qui est devancée par la Jamaïque et Saint-Christophe-et-Niévès, établit un nouveau record d'Europe en 1 min 20 s 66.
Il est actuellement guide de Timothée Adolphe, coureur handisport.

## Records
Indoor :
- 60 m : 6 s 67 (2012) à Aubière
- 200 m : 20 s 82 (2012) à Aubière
- 400m : 46 s 64 (2012) à Metz

Outdoor :
- 100 m : 10 s 38 (2014) à Paris
- 200 m : 20 s 59 (2014) à La Roche-sur-Yon
- 400 m : 45 s 30 (2012) à Villeneuve-d'Ascq

## Palmarès
| Date | Compétition                       | Lieu       | Résultat | Épreuve   | Temps                     |
| ---- | --------------------------------- | ---------- | -------- | --------- | ------------------------- |
| 2007 | Championnats d'Europe en salle    | Birmingham | 4e       | 4 × 400 m |                           |
| 2007 | Championnats d'Europe juniors     | Hengelo    | 1er      | 400 m     | 46"34                     |
| 2007 | Championnats d'Europe juniors     | Hengelo    | 3e       | 4 × 400 m |                           |
| 2009 | Championnats d'Europe en salle    | Turin      | 6e       | 4 × 400 m |                           |
| 2009 | Championnats d'Europe par équipes | Leiria     | 5e       | 4 × 400 m |                           |
| 2009 | Jeux méditerranéens               | Pescara    | 3e       | 400 m     | 46"06                     |
| 2009 | Jeux méditerranéens               | Pescara    | 2e       | 4 × 400 m | 3 '06"28                  |
| 2009 | Championnats d'Europe espoirs     | Kaunas     | 1er      | 400 m     | 45"68                     |
| 2009 | Championnats d'Europe espoirs     | Kaunas     | 3e       | 4 × 400 m |                           |
| 2009 | Championnats du monde             | Berlin     | 7e       | 4 × 400 m |                           |
| 2012 | Championnats d'Europe             | Helsinki   | 3e       | 400 m     | 45"82                     |
| 2014 | Relais mondiaux de l'IAAF         | Nassau     | 3e       | 4 × 200 m | 1'20"66 (Record d'Europe) |

### National
- Championnats de France :
  -  en 2010 (45 s 71)
  -  en 2011 (46 s 00), 2012 (45 s 39)